# Český svaz žen
Český svaz žen (ČSŽ) je feministická organizace, založené v systému Národní fronty Čechů a Slováků, která po četných změnách přetrvala dodnes.

## Historie

### Vznik
V únoru 1948 převzala KSČ vedoucí úlohu v Československu, postupně ve všech formách společenského života. V březnu 1950 byl založen Československý svaz žen, který navázal na mnohé obdobné již dříve existující ženské spolky.
V roce 1968 se vytvořily národní ženské organizace, v systému Národní fronty vznikl v roce 1969 i Český svaz žen, na území Slovenské socialistické republiky Slovenský sväz žien. Československý svaz žen jim byl oběma nadřízen.

### Vývoj po roce 1990
V důsledku rozsáhlých celospolečenských změn se rozpadl i formálně dne 7. února 1990 systém Národní fronty. Organizace Československý svaz žen zanikla v roce 1990. Český svaz žen přetrval, zaregistroval se u Ministerstva vnitra 5. června 1990. V jeho čele byla dlouhé roky Zdeňka Hajná. Přetrval i časopis Vlasta, který byl Československým svazem žen vydáván, po jeho rozpadu se ale stal na ženských spolcích nezávislým.

### Současnost
ČSŽ se profiluje jako nevládní, ženská a dobrovolnická organizace napojená na mezinárodní ženské hnutí. Organizuje semináře, workshopy, konference, vytváří a realizuje projekty k naplňování svého programu. Kromě svého zpravodaje Žena třetího tisíciletí se věnuje i další vydavatelské činnosti.